# Ocypode quadrata
Ocypode quadrata – gatunek kraba z rodzaju Ocypode charakteryzujący się żywym żółto-białym ubarwieniem.
Krab średnich lub dużych jak na rodzaj rozmiarów. Karapaks z wierzchu drobno i gęsto ziarenkowany, szerszy niż dłuższy, o wklęsłych bocznych połowach krawędzi orbitalnych. Zewnętrzne kąty orbitalne są ostro trójkątne i skierowane w przód. Najszersze miejsce karapaksu znajduje się w przedniej ⅓, gdzie jego krawędzie boczne są nieco wypukłe. Słupki oczne nie są odsiebnie przedłużone poza rogówkę oka. Na propodicie większych szczypiec znajduje się listewka strydulacyjna, złożona z 15–18 guzków. Przednie powierzchnie propoditów dwóch początkowych par nóg krocznych wyposażone są w środkowy rządek szczecin i długie szczeciny na grzbietowej i brzusznej krawędzi. Samice cechują się długim i bardzo wąskim wieczkiem płciowym. Samce mają gonopody pierwszej pary pozbawione głaszczka, zgrubiałe po obu stronach kanalika nasiennego i poszerzone w części odsiebnej.
Gatunek zachodnio-atlantycki, rozsiedlony wzdłuż wybrzeży od Block Island w Stanach Zjednoczonych na północy po Rio Grande do Sul w Brazylii na południu.